# Souleymane Baal
Thierno Souleymane l (ou Ceerno Sileymaan Baal) est un chef de guerre et un lettré musulman Peulh Torodo du XVIIIe siècle – une grande figure du Fouta Toro, une région située au nord de l'actuel Sénégal, à cheval sur les deux rives du fleuve Sénégal. 
À l'origine de la révolution tooroodo, il lança un grand mouvement de réforme islamique en créant un État théocratique fondé sur un idéal de justice, s'opposant notamment aux Maures pratiquant l’esclavage. Il leur infligea de nombreuses défaites accompagné de son armée, au point que ces derniers eurent peur des gens du fouta et cessèrent de les attaquer.

## Biographie
En 1776, au Fouta Toro (Fuuta Tooro), dans la vallée du fleuve Sénégal, il renverse la dynastie peul Denianke aux côtés de Abdoul Kader Kane (Abdul Kaadiri Kan) qui lui succède à sa mort, survenue peu après. 
Thierno Souleymane fit ses études coraniques, au Cayor, en Mauritanie, au Fouta Djallon (Fuuta Jaloŋ),à Pir et au Boundou (Ɓunndu). En chassant le dernier Saltigué Deeniyanke, Suley Njaay Tokooso, il met fin au régime Ceddo sous lequel les rois avaient instauré un régime de monarchie absolue et voulaient instaurer la politique de la charia islamique. Il met fin au régime des castes très ancré au Fouta-Toro et abolit l'esclavage et toute forme de servitude. Sous son règne bref, beaucoup de personnes appartenant aux castes les plus basses de la hiérarchie sociale deviendront, en apprenant l'islam des Torodo, car cette caste cherchait à s'étendre au plus grand nombre possible, sans distinction d'appartenance ethnique ou de caste.
Souleymane Baal était un homme de grande taille, bien bâti, le teint très noir. Il portait initialement le patronyme Ba. Il changea son nom de famille Ba pour prendre celui de Baal pour se démarque des membres de la dynastie Ceddo Denianke, qui portaient le même nom Ba.
Sentant sa fin prochaine, il laisse aux populations du Fouta les recommandations suivantes :
- Détrônez tout imâm dont vous voyez la fortune s’accroître et confisquez l’ensemble de ses biens ;
- combattez-le et expulsez-le s’il s’entête ;
- veillez bien à ce que l’imâmat ne soit pas transformé en une royauté héréditaire où seuls les fils succèdent à leurs pères ;
- l’imâm peut être choisi dans n’importe quelle tribu ;
- choisissez toujours un homme savant et travailleur ;
- il ne faudra jamais limiter le choix à une seule et même tribu ;
- fondez-vous toujours sur le critère de l’aptitude.

Souleymane Baal meurt en partant combattre les Maures. Abdoul Kader Kane lui succède.

## Hommages
Un complexe scolaire de Guédiawaye, près de Dakar, porte le nom de Souleymane Baal.